# Aleksandrijska Wicca
Aleksandrijska Wicca ili Aleksandrijsko vještičarstvo, jedna od wiccanskih tradicija koju su utemeljili samoprozvani "kralj vještica" Alex Sanders i njegova supruga Maxine Sanders tijekom 1960-ih godina u Ujedinjenom Kraljevstvu. Veoma je slična Gardnerijanskoj tradiciji, a sam Sanders je isprva bio pripadnik te tradicije, prije nego što se odlučio odvojiti i osnovati svoju vlastitu.
Naziv je stovren 1971. godine kada je Stewart Farrar objavio knjigu "Što rade vještice" (What Witches Do). Ime vjerojatno nastao prema imenu samog Sandersa, iako postoje i tvrdnje da je ime povezano s poganskom božicom Aleksandrijom ili tajnama drevne Aleksandrijske knjižnice u kojoj su se u davnoj prošlosti čuvala mnoga drevna znanja.
Aleksandrijska Wicca je mješavina ceremonijalne magije s velikom gardnerijanskim utjecajem i ponešto hermetičke kabale. Tradicija je i dalje aktivna i privlači veći broj članova te je osobito zastupljena u Ujedinjenom Kraljevstvu i SAD-u.

## Karakteristike Aleksandrijske Wicce
Unutar sustava vjerovanja i magije Aleksandrijske Wicce, stavlja se naglasak na polarnosti među spolovima te se jednako štuju bog i božica. Uporaba magijskih alata i imena božanstava razlikuju se od Gardnerijanske Wicce, ali pravila nisu strogo određena te je svakom praktikantu ostavljeno da po volji odabere tehnike i radnje za koje smatra da će bolje djelovati. Članovi se obilato bave ceremonijalnom magijom, a sastaju se kao koven za vrijeme mladog mjeseca, punog mjeseca te za vrijeme osam godišnjih wiccanskih sabata. Svi članovi kovena se mogu smatrati svećenicima i svećenicama te mogu komunicirati s božanstvima.
Članovi se iniciraju unutar tri stupnja, jednako kao i kod gardnerijanske tradicije. Kod aleksandrijaca svećenica inicira nove muške članove, a svećenik nove ženske članove. Tijekom vremena izblijedila je razlika između dvije tradicije te se općenito prihvaćaju inicijacije koje je član napravio u drugoj od dvije spomenute tradicije, a često se događa da je netko inicirani član u obje tradicije.